# Papirus 109
Papirus 109 (według numeracji Gregory-Aland), oznaczany symbolem {\displaystyle {\mathfrak {P}}^{109}} – wczesny grecki rękopis Nowego Testamentu, spisany w formie kodeksu na papirusie. Paleograficznie datowany jest na III wiek. Zawiera fragmenty Ewangelii według Jana.

## Opis
Zachowały się tylko fragmenty jednej karty Ewangelii według Jana (21,18-20.23-25). Oryginalna karta miała rozmiary 12 na 24 cm. Tekst pisany jest w 26 linijkach na stronę. Rękopis sporządzony został przez skrybę wprawionego w pisaniu dokumentów.
Nomina sacra pisane są skrótami.

## Tekst
Fragment jest zbyt mały, aby móc ustalić jaką tradycję tekstualną reprezentuje, wykazuje jednak zgodność z tekstem aleksandryjskim (lub proto-aleksandryjskim).
W.E.H. Cockle, wydawca kodeksu, zaproponował rekonstrukcję tekstu drugiej i trzeciej linijki strony recto w postaci – αλλοι ζωσουσιν και οισουσιν σε („inni przepaszą i poprowadzą cię” J 21,18). Jeżeli odczyt jest słuszny, byłby to unikatowy wariant tekstowy, nie potwierdzony przez żaden inny rękopis. Odczyt nie jest jednak pewny, a obie linijki są niejasne.

## Historia
Rękopis prawdopodobnie powstał w Egipcie. Na liście rękopisów znalezionych w Oksyrynchos figuruje na pozycji 4448. Tekst rękopisu opublikował W. E. H. Cockle w 1998 roku. INTF umieścił go na liście rękopisów Nowego Testamentu, w grupie papirusów, dając mu numer 109.
Rękopis datowany jest przez INTF na III wiek. Comfort datuje go na połowę lub koniec II wieku.
Cytowany jest w krytycznych wydaniach greckiego Nowego Testamentu (NA27).
Obecnie przechowywany jest w Ashmolean Museum (P. Oxy. 4448) w Oksfordzie.